# Andrzej Reudowicz
Andrzej Marek Reudowicz (ur. 19 listopada 1961 w Piszu) – żołnierz, generał dywizji Wojska Polskiego w stanie spoczynku, dowódca VIII zmiany PKW Afganistan, Kanclerz Orderu Krzyża Wojskowego, dowódca 12 Szczecińskiej Dywizji Zmechanizowanej (2015–2016), zastępca szefa Biura Bezpieczeństwa Narodowego (2020–2021), doradca szefa BBN.

## Przebieg służby wojskowej
Absolwent Wyższej Szkoły Oficerskiej Wojsk Zmechanizowanych we Wrocławiu (1984) i Akademii Obrony Narodowej w Warszawie (1994, 2008). Służbę zawodową rozpoczął jako dowódca plutonu w 41 pułku zmechanizowanym w Szczecinie. W 1987 objął funkcję dowódcy kompanii zmechanizowanej, w 1990 szef sztabu batalionu zmechanizowanego. W tym samym roku ukończył Wyższy Kurs Doskonalenia Oficerów w CDO. W 1994 po ukończeniu studiów w AON został dowódcą batalionu w 33 pułku zmechanizowanym w Budowie. W 1995 objął funkcję szefa sztabu – zastępcy dowódcy 13 Brygady Zmechanizowanej w Czarnem. Od 1998 w Dowództwie Wojsk Lądowych na stanowisku starszego oficera w wydziale planowania operacyjnego, następnie jako starszy specjalista.
W latach 2002–2004 pełnił służbę na stanowisku zastępcy dowódcy 15 Brygady Zmechanizowanej w Giżycku. W 2005 objął funkcję asystenta dowódcy Wielonarodowej Dywizji Centrum-Południe pełniąc służbę w PKW Irak. W latach 2005–2007  główny specjalista oraz szef Zarządu Operacji Lądowych G-3 w DWL. W 2008 po ukończeniu studiów podyplomowych w AON został desygnowany na stanowisko dowódcy 10 Brygady Kawalerii Pancernej w Świętoszowie. 15 sierpnia 2008 prezydent RP Lech Kaczyński mianował go na stopień generała brygady. W latach 2010–2011 dowodził VIII zmianą Polskiego Kontyngentu Wojskowego w Afganistanie. W 2011 szef Centrum Dowodzenia Dowództwa Operacyjnego Rodzajów Sił Zbrojnych. 9 sierpnia 2011 prezydent RP Bronisław Komorowski powołał go na Kanclerza Kapituły Orderu Krzyża Wojskowego. W 2013 szef grupy projektowej w Zespole Spraw Nowego Systemu Kierowania i Dowodzenia SZ RP oraz od sierpnia tego roku szef zespołu w grupie organizacyjnej Dowództwa Generalnego Rodzajów Sił Zbrojnych na stanowisku szefa zespołu ds. Inspektoratu Wojsk Specjalnych.

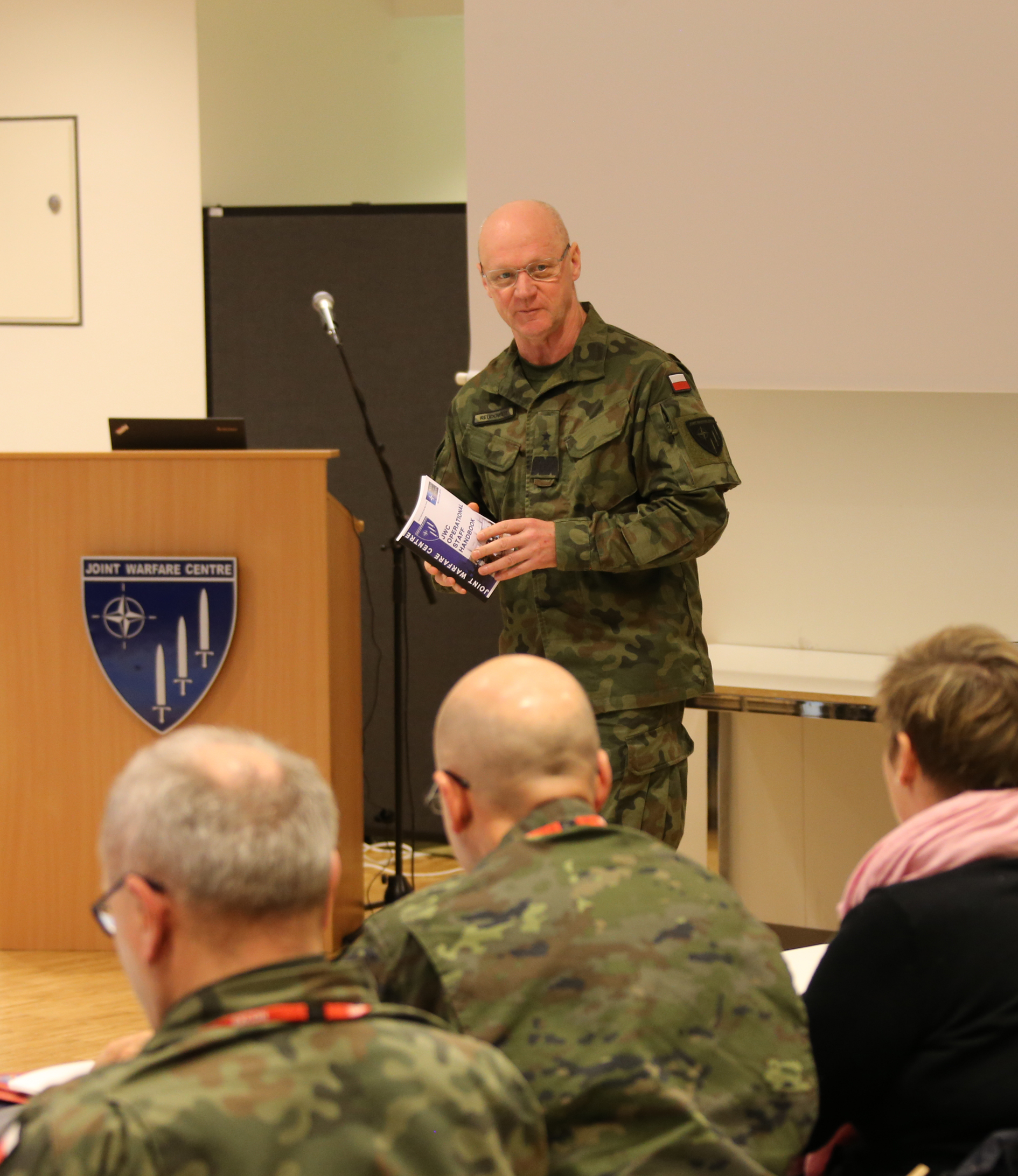
Andrzej Reudowicz (2017)

W 2013 ukończył International Capstone Course w Centre of High Defence Studies w Rzymie. W kwietniu 2014 objął stanowisko szefa Zarządu Wojsk Aeromobilnych i Zmotoryzowanych w Inspektoracie Wojsk Lądowych DG RSZ. 23 listopada 2015 został dowódcą 12 Szczecińskiej Dywizji Zmechanizowanej, którym był do 2 maja 2016. 15 sierpnia 2016 prezydent RP Andrzej Duda mianował go na stopień generała dywizji. Od 21 lipca 2016 do 10 lipca 2019 w Stavanger w Norwegii pełnił funkcję dowódcy natowskiego Joint Warfare Centre.
2 września 2019 objął stanowisko dyrektora Departamentu Zwierzchnictwa nad Siłami Zbrojnymi w Biurze Bezpieczeństwa Narodowego. Z dniem 12 października 2020 został zastępcą szefa BBN. 19 listopada 2021, w związku z osiągnięciem 60 roku życia, zakończył zawodową służbę wojskową i przeszedł w stan spoczynku. Po odejściu ze stanowiska został doradcą szefa BBN.

## Awanse[22]
- podporucznik – 1984
- porucznik – 1987
- kapitan – 1991
- major – 1996
- podpułkownik – 2001
- pułkownik – 2003
- generał brygady – 15 sierpnia 2008[23]
- generał dywizji – 15 sierpnia 2016[24]

## Ordery, odznaczenia i wyróżnienia
- Krzyż Komandorski Orderu Odrodzenia Polski – 2021[25][26]
- Krzyż Komandorski Orderu Krzyża Wojskowego – 2011[27]
- Srebrny Krzyż Zasługi – 2002[28]
- Srebrny Medal za Długoletnią Służbę[3]
- Gwiazda Afganistanu[3]
- Gwiazda Iraku[3]
- Złoty Medal „Siły Zbrojne w Służbie Ojczyzny”[3]
- Odznaka Skoczka Spadochronowego Wojsk Powietrznodesantowych – 1983
- Medal Teksasu za Wybitną Służbę (Texas Outstanding Service Medal) – 2002
- Odznaka pamiątkowa 15 Brygady Zmechanizowanej – 2003
- Medal Pamiątkowy Wielonarodowej Dywizji Centrum-Południe w Iraku – 2005
- Złoty Medal „Za zasługi dla obronności kraju”[3][29]
- Odznaka pamiątkowa 10 BKPanc – 2008, ex officio
- Medal za Chwalebną Służbę – 2011[30]
- laureat nagrody Buzdygan za 2010 – 2011[31]
- wpis do „Księgi Honorowej Wojska Polskiego” – 2011[32]
- Kanclerz Orderu Krzyża Wojskowego – od 2011 (obecnie)[16]
- Wojskowa Odznaka Sprawności Fizycznej (wz. 2012)
- Złoty Krzyż Honorowy Bundeswehry – od Ministra Obrony Narodowej Niemiec[3]
- Medal NATO ISAF – od Sekretarza Generalnego NATO[3]
- Odznaka pamiątkowa DG RSZ – 2013
- Odznaka pamiątkowa 12 Dywizji Zmechanizowanej – 2015, ex officio
- statuetka „Zasłużony dla Gminy Orzysz”  – 2015[33][34]
- Odznaka pamiątkowa 2 Stargardzkiego Batalionu Saperów – 2016[35]
- Odznaka pamiątkowa Centrum Przygotowania Bojowego (Joint Warfare Centre) NATO – 2016, ex officio
- Odznaka okolicznościowa „Medal 100-lecia ustanowienia SG WP” – 2019
- Medal „W służbie Bogu i Ojczyźnie” – 2019[36]